# Skægøkse
En skægøkse eller Skeggöx (fra norrønt Skegg, skæg og öx, økse) er en type økse hvis nederste del af bladet går ned i som et fipskæg, deraf navnet "Skægøkse".
Den skærende del af bladet går således længere ned en selve øksehovedet, hvilket øger den effektive æg men holder samtidig vægten nede. Typen kendes helt tilbage fra 500-tallet, men den associeres hyppigst med vikingetidens Skandinavien, hvor vikingerne brugte dem i kamp.
Skægøkser kan anvendes som et værktøj til træarbejde, men den har også været anvendt som stridsøkse. "Skægget" har været anvendeligt til at gribe fat om en modstanders våben eller skjold.
Designet med "skægget" gør desuden typen anvendelig til finere træarbejde, hvor kun mindre spån skal høvles af, eller hvor træ på anden måde skal afrettes. Skægøkser bruges også i moderne tid af tømrere og visse skovarbejdere.